# 십자가의 신학
십자가의 신학(라틴어: Theologia Crucis, 영어: Theology of the Cross)는 마르틴 루터가 중세 스콜라주의 신학자들의 영광의 신학을 반대하고 고난속에 숨어계진 하나님을 주장한 기독교 신학이다. 루터는 1518년 독일 아우구스티누스 수도원 총회에서 주장한 하이델베르크 논쟁에서 기존 로마 가톨릭교회 영광의 신학과 자신의 십자가 신학을 정(正)과 반(反)으로 하는 변증법을 사용하여, 하나님은 십자가를 통해 자신을 드러내신다는 자신의 신학관을 변증했다.

## 인용문
| “ | 19.하느님의 보이지 않는 것들을 그 만드신 것들에 대한 인식을 통해서 바라보는 사람(cf.로마서 1:2)은 신학자로 불릴 자격이 없다. 20.그러나 고난과 십자가를 바라봄으로써 하느님의 보이는 것, 하느님의 ‘등’(출애굽기 33:23)을 인식하는 사람은 도리어 신학자로 불릴 자격이 있다. 21.영광의 신학자는 악을 선이라 부르고 선을 악이라 부른다. ‘십자가의 신학자는 사실 그대로 말한다. | ” |
|   | — 마르틴 루터, 하이델베르크 논제 |   |

| “ | 영광의 신학은 통찰력을 갖고 있지도 합당한 신학도 아니다. 실제로 자연으로부터 출발하여 하느님을 인식할 수 있다고 생각하는 신학자는 그리스도를 모르므로 고통보다 행적을, 어리석음대신 지혜를 선호하기 때문에 십자가 고통에 감추어진 하느님(Absconditus Deus)를 결코 알지 못한다. 그러한 자들은 바울에 의하면 그리스도 십자가의 원수(필립비 3:18)이다. 실제로 그들은 십자가의 고통을 혐오하고, 업적들과 그 영광을 좋아하며, 그리하여 십자가의 선을 악이라, 악의 행업을 선이라 부른다. 사람들은 자기 행업들에서 추론된 하느님에 대한 인식을 남용했기 때문에 하느님은 그와 반대로, 즉 당신의 고통을 통해 인식되기를 원하셨고, 또 그리하여 가시적인 것에서부터의 인식을 새로이 입증하셨다. 이는 하느님이 당신 자신의 행적안에서 자신을 나타내는 분으로 하느님을 흠숭하지 않는 자들로 하여금 고통 안에 자신을 감추시는 분으로 예배하도록 하시기 위한 것이다.그러므로 어느 누구라도 그런 자들이 하느님의 자기 비하와 십자가 사건을 인식하는 것은 충분하지 않고, 그것은 전혀 도움이 되지 않는다. 이리하여 하느님은 이사야예언자가 말한대로, 지혜롭다는 자들의 지혜를 배척하신다. '야훼 당신은 진정 숨어계신 하느님이십니다.'(이사야 45:15) | ” |

## 같이 보기
- 율법폐기론
- 칭의
- 루터교회